# Pokémon Ruby i Sapphire
Pokémon Ruby (jap. ポケットモンスター ルビー Poketto Monsutā Rubī; "Pocket Monsters Ruby") i Pokémon Sapphire (jap. ポケットモンスター サファイア Poketto Monsutā Safaia; "Pocket Monsters Sapphire") – dwie japońskie komputerowe gry fabularne z serii Pokémon, wydane przez Nintendo na konsolę Game Boy Advance. Sprzedano ponad 13 milionów kopii tych gier i są one najlepiej sprzedającymi się grami na Game Boy Advance. 
Podobnie jak w poprzednich grach, gracz ma za zadanie złapać wszystkie Pokémony i pokonać Elitarną Czwórkę (ang. Elite Four). Fabuła gry została umiejscowiona w nowym regionie Hoenn, opartym na wyspie Kiusiu w Japonii. W listopadzie 2014 roku firma Nintendo wydała oficjalne remaki tych gier na konsolę Nintendo 3DS: Pokémon Omega Ruby i Alpha Sapphire.

## Nowe elementy rozgrywki
W Ruby i Sapphire wprowadzono zmienne warunki pogodowe (słonecznie, deszcz, burza piaskowa i śnieżyca), które w różny sposób wpływają na przebieg pojedynków. Dodano nowy rodzaj walk, w którym uczestnicy walczą dwoma Pokemonami naraz. Tym samym, do niektórych ataków dodano efekt obszarowy, i mogą one oddziaływać na kilka Pokemonów w tym samym czasie. Pokemony zyskały nowe parametry: zdolności i natury. Zdolności dodają posiadaczowi pasywny efekt w grze jak np. odporność na pewien rodzaj ataków, i są wspólne dla danego gatunku Pokemona. Natury z kolei wpływają na rozwój statystyk Pokemona: siły, obrony itd. i występują wśród Pokemonów niezależnie od gatunku. Nowością były również sekretne bazy, które można założyć po odnalezieniu specjalnego miejsca. Sekretna baza daje graczowi dostęp do komputera PC i może być dekorowana różnymi przedmiotami.